# Leucania bistrigata
Leucania bistrigata är en fjärilsart som beskrevs av Moore 1881. Leucania bistrigata ingår i släktet Leucania och familjen nattflyn. Inga underarter finns listade i Catalogue of Life.

## Bildgalleri

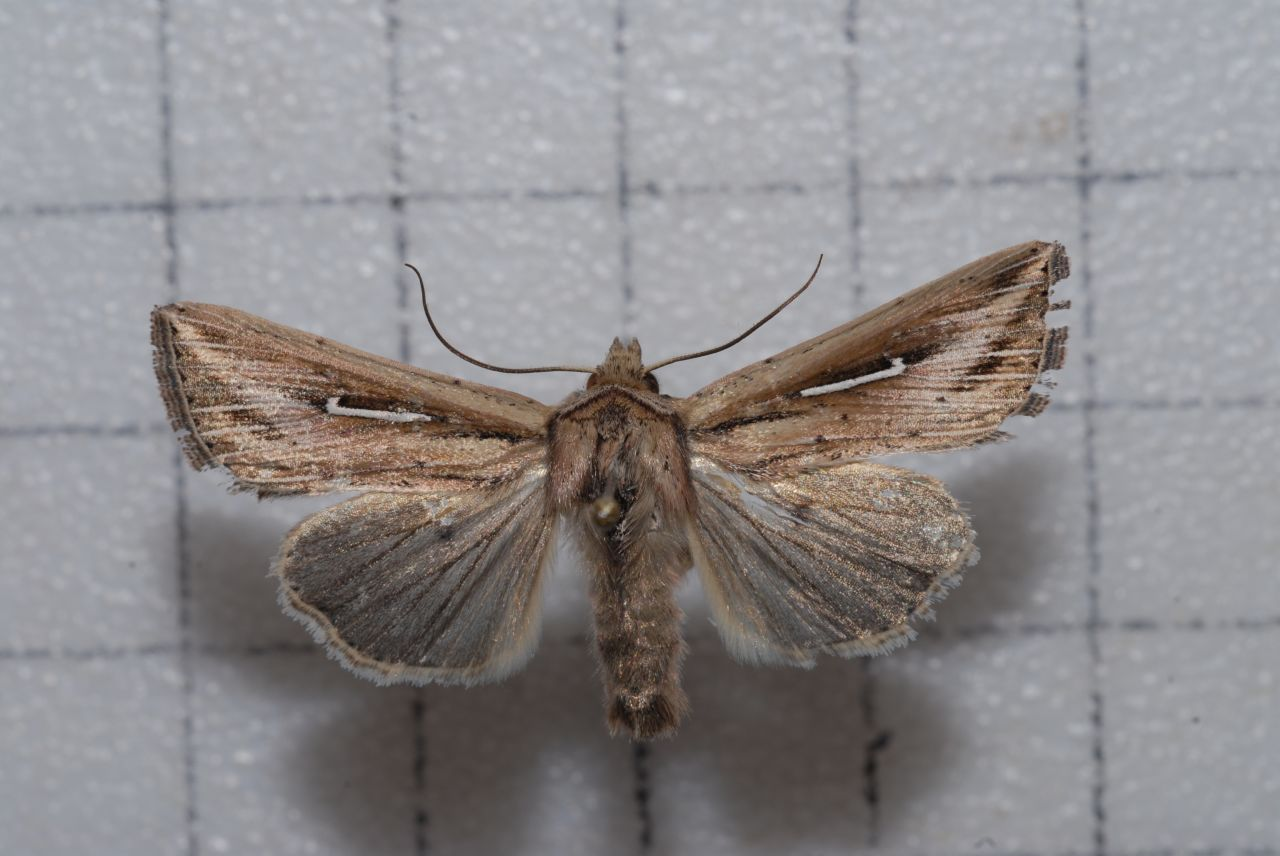
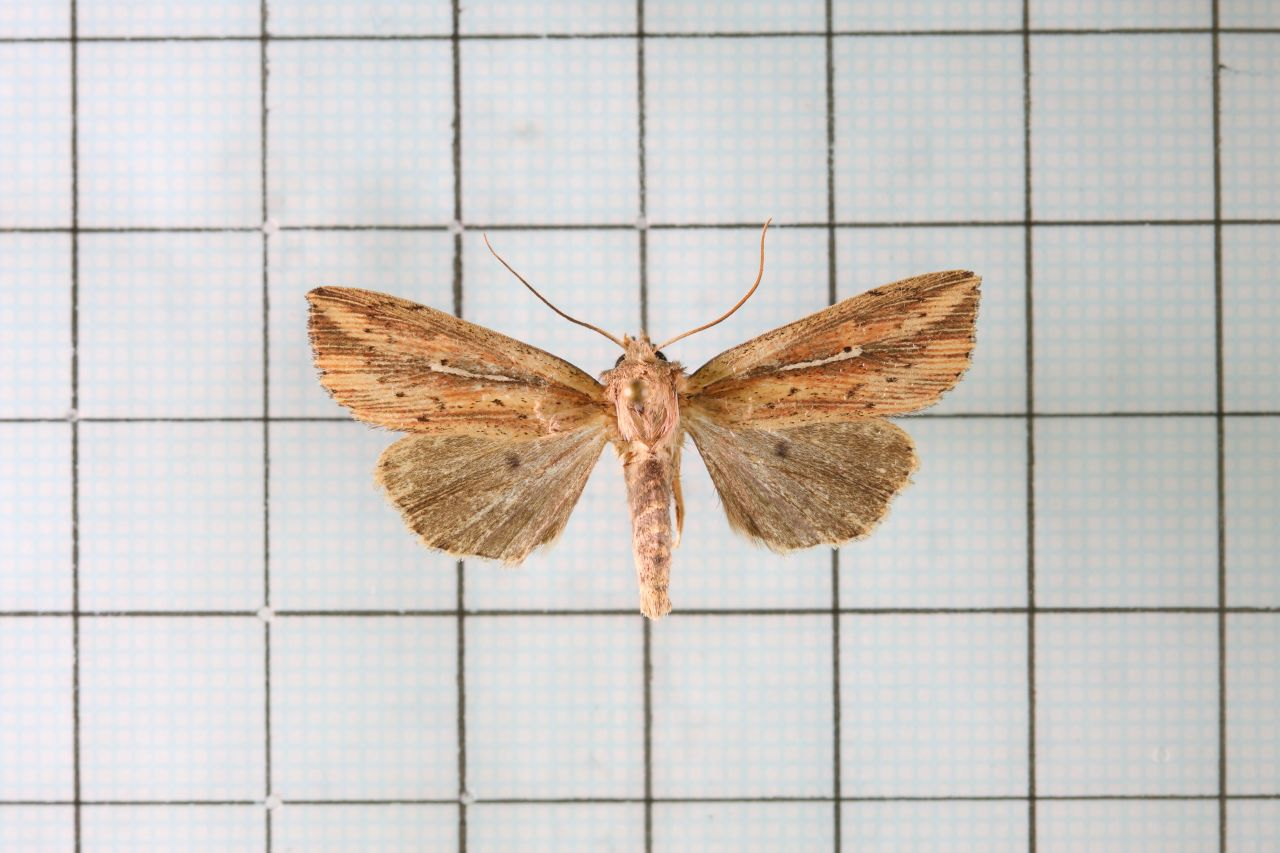
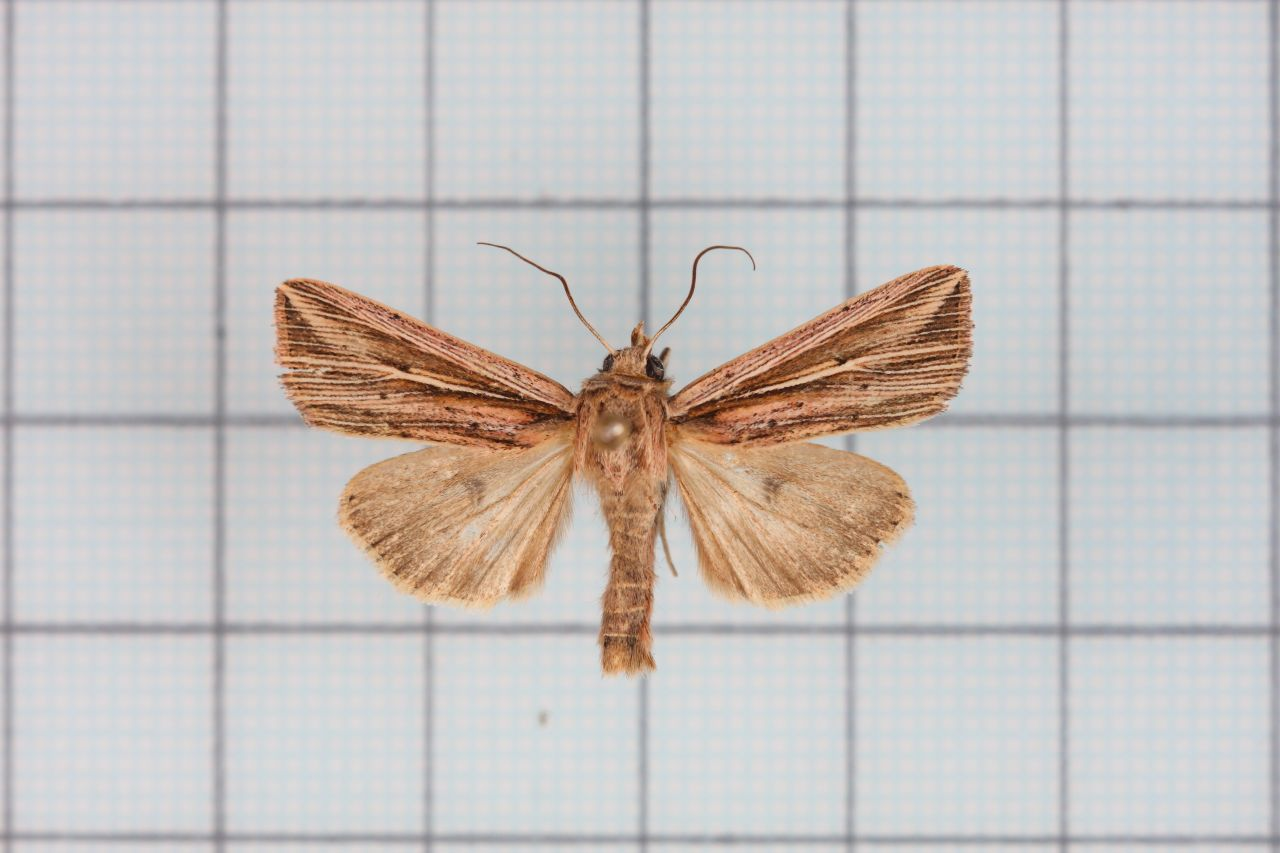
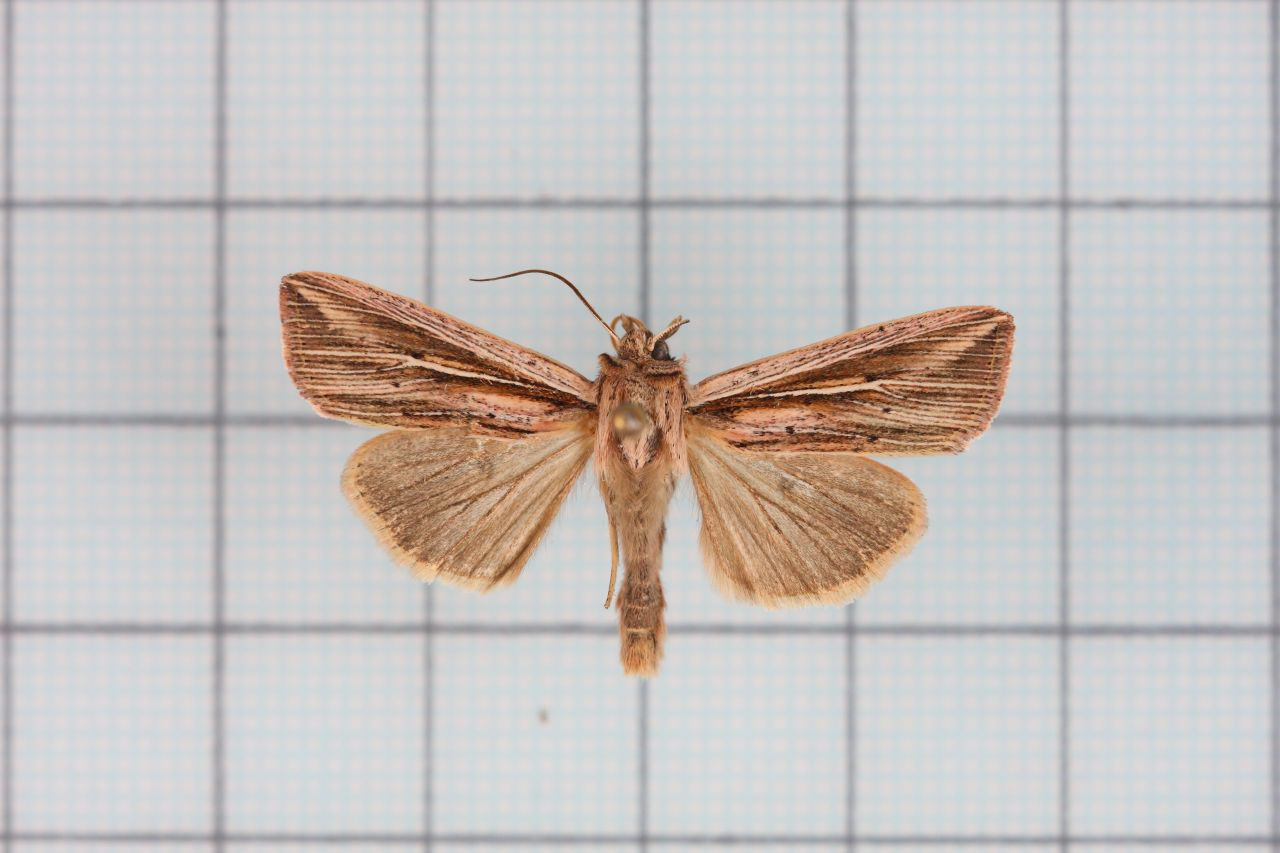